# 7 Korpus Zmechanizowany (ZSRR)
7 Korpus Zmechanizowany (ros. 7-й механизированный корпус) – wyższy związek taktyczny wojsk zmechanizowanych Armii Czerwonej okresu II wojny światowej.

## Formowanie i działania bojowe
Korpus był formowany dwa razy. Pierwsze formowanie rozpoczęto 8 lipca 1940. Dowództwo 7 KZmech. sformowany na bazie dowództwa 57 Korpusu Strzeleckiego. W dniu 5 lipca 1941 posiadał na stanie: 725 czołgów, w tym: 29 T-34, 34 KW-1, 10 KW-2, 371 BT-7, 257 T-26, w tym 70 z miotaczami płomieni (chemiczne) i 24 T-38 oraz 68 samochodów pancernych BA-10 i BA-20. W chwili ataku Niemiec na ZSRR 7 KZmech. znajdował się w rezerwie Stawki. W lipcu w ramach Frontu Zachodniego prowadził działania bojowe na terytorium Białoruskiej Socjalistycznej Republiki Radzieckiej. (Bitwa białostocko-mińska). W 7 KZmech. w stopniu porucznik służył Jakow Dżugaszwili, syn Józefa Stalina. Pełnił funkcję dowódcy baterii w 14 pułku artylerii haubic 14 Dywizji Pancernej. Dowództwo korpusu rozformowano 17 lipca 1941 roku.
Drugie formowanie 7 Korpusu Zmechanizowanego nastąpiło na podstawie rozkazu NKO nr 1124070 z dnia 10 stycznia 1943 roku. W okresie styczeń 1943 – wrzesień 1945 roku 7 KZmech. uczestniczył w następujących operacjach:
- Operacja dnieprowsko-karpacka – 24.12.1943 – 17.04.1944,
- Operacja jasko-kiszyniowska – 20.08.1944 – 29.08.1944,
- Operacja bułgarska – 05.09.1944 – 09.09.1944,
- Operacja debreczyńska – 06.10.1944 – 28.10.1944,
- Operacja budapeszteńska (Oblężenie Budapesztu) – 29.10.1944 – 13.02.1945
- Operacja praska – 06.05.1945 – 11.05.1945,
- Operacja kwantuńska – 09.08.1945 – 02.09.1945.

## Dowódcy korpusu
- gen. mjr Wasilij Winogradow (lipiec 1940 – 17 lipca 1941)
- gen. mjr Iwan Dubowoj[2] (01.08.1943 – 05.11.1943),
- gen. por. Fiodor Katkow (06.11.1943 – 03.09.1945).

## Struktura organizacyjna
Skład w 1941:
- 14 Dywizja Pancerna,
- 18 Dywizja Pancerna,
- 1 Dywizja Zmotoryzowana,
- 8 pułk motocyklowy,
- oddziały korpuśne:
  - 251 samodzielny batalion łączności,
  - 42 samodzielny zmotoryzowany batalion saperów,
  - 107 samodzielna eskadra lotnicza.

Skład korpusu w 1943 :
- 16 Brygada Zmechanizowana,
  - 240 pułk czołgów,
- 63 Brygada Zmechanizowana,
  - 84 pułk czołgów,
- 64 Brygada Zmechanizowana,
  - 177 pułk czołgów,
- 41 Gwardyjska Brygada Pancerna,
- 1440 pułk artylerii samobieżnej,
- 1821 pułk artylerii samobieżnej,
- 109 pułk artylerii przeciwpancernej,
- 614 pułk moździerzy,
- 40 gwardyjski dywizjon  moździerzy (BM-13),
- samodzielny batalion motocyklowy,
- oddziały korpuśne:
  - 136 samodzielny batalion saperów (od 15.10.1943 r.),
  - 153 batalion remontowy (od 15.10.1943 r.), przeformowana 31.12.1944 r. na:
    - 547 polowa baza remontowa czołgów,
    - 548 polowa baza remontowa czołgów,

  - 163 samodzielna kompania chemiczna (od 15.10.1943 r.),
  - 612 samodzielna kompania transportowa (od 15.10.1943 r.),
  - lotniczy oddział łączności (od 15.10.1943 r.),
  - 40 piekarnia polowa  od (15.10.1943 r.),
  - 1759 polowa kasa Gosbanku (od 15.10.1943 r.).
  - 2649 poczta polowa (od 15.10.1943 r.).